# Uneasy Listening Vol. 1
Uneasy Listening Vol. 1 – drugi album kompilacyjny fińskiego zespołu metalowego – HIM. Jest to pierwsza część zestawu zawierającego dema i remiksy piosenek z czterech pierwszych albumów (Greatest Lovesongs Vol. 666, Razorblade Romance, Deep Shadows and Brilliant Highlights i Love Metal). Pierwotnie album miał składać się z dwóch płyt z balladami i wersjami akustycznymi utworów, a jego nazwa miała brzmieć "Uneasy Listening Vol. 666", ale ostatecznie zmieniono koncepcję. Utwory wybierał osobiście lider i wokalista grupy, Ville Valo.

## Lista utworów
1. "The Sacrament (Disrhythm Remix)"
2. "The Funeral of Hearts (Acoustic Version)"
3. "Join Me in Death (Strongroom Mix)"
4. "Close to the Flame (Rappula Tapes)"
5. "In Joy and Sorrow (String Version)"
6. "It's All Tears (Unplugged Radio Live)"
7. "When Love and Death Embrace (AORMJ Edit)"
8. "Buried Alive by Love (Deliverance Version)"
9. "Gone With the Sin (O.D. Version)"
10. "Salt in Our Wounds (Thulsa Doom Version)"
11. "Please Don't Let It Go (Acoustic Version)"
12. "One Last Time (Rockfield Madness Mix)"
13. "For You (Unplugged Radio Live)"
14. "The Path (P.S. Version)"
15. "Lose You Tonight (Thulsa Doom Extended Dub)"

W amerykańskim sklepie Best Buy do płyty dodawano kod pozwalający pobrać legalnie z Internetu "Pretending (Acoustic Version)"